# UFC Fight Night: Nogueira vs. Nelson
UFC Fight Night: Nogueira vs. Nelson（ユーエフシー・ファイトナイト：ノゲイラ・バーサス・ネルソン、別名UFC Fight Night 39）は、アメリカ合衆国の総合格闘技団体「UFC」の大会の一つ。2014年4月11日、アラブ首長国連邦アブダビのduアリーナで開催された。

## 大会概要
4年ぶりのアラブ首長国連邦開催となった本大会ではアントニオ・ホドリゴ・ノゲイラとロイ・ネルソンによるヘビー級ワンマッチが組まれた。
CWFCフェザー級王者ジム・アラース、元BAMMA世界フェザー級王者アラン・オメアがUFCデビュー。

### カード変更
負傷などによるカードの変更は以下の通り。
- ダスティン・オーティズ vs. アルプトキン・オズキリッチ → オズキリッチの負傷により中止

- クリス・カモージー vs. アンドリュー・クレイグ → クレイグの疾病により中止

## 試合結果

### プレリミナリーカード
第1試合 バンタム級ワンマッチ 5分3R
－  ハニ・ヤヒーラ vs.  ジョニー・ベッドフォード －
1R 0:39 ノーコンテスト（バッティング）
第2試合 フェザー級ワンマッチ 5分3R
○  ジム・アラース vs.  アラン・オメア ×
3R終了 判定2-1（29-28、28-29、29-28）
第3試合 ミドル級ワンマッチ 5分3R
○  ターレス・レイチ vs.  トレバー・スミス ×
1R 0:45 TKO（右フック→パウンド）
第4試合 ヘビー級ワンマッチ 5分3R
○  ジャレッド・ロショルト vs.  ダニエル・オミェランチェク ×
3R終了 判定3-0（30-27、30-26、30-27）

### メインカード
第5試合 ライト級ワンマッチ 5分3R
○  ラムジー・ニジェム vs.  ベネイル・ダリウシュ ×
1R 4:20 TKO（パウンド）
第6試合 ウェルター級ワンマッチ 5分3R
○  ライアン・ラフレアー vs.  ジョン・ハワード ×
3R終了 判定3-0（29-28、29-28、29-28）
第7試合 フェザー級ワンマッチ 5分3R
○  クレイ・グイダ vs.  川尻達也 ×
3R終了 判定3-0（30-27、30-27、30-27）
第8試合 ヘビー級ワンマッチ 5分5R
○  ロイ・ネルソン vs.  アントニオ・ホドリゴ・ノゲイラ ×
1R 3:37 KO（右フック）

### 各賞
ファイト・オブ・ザ・ナイト： クレイ・グイダ vs. 川尻達也
パフォーマンス・オブ・ザ・ナイト： ロイ・ネルソン、ラムジー・ニジェム
各選手にはボーナスとして5万ドルが支給された。